# Shimanto (Fluss)
Der Shimanto (jap. 四万十川, Shimanto-gawa, dt.: „Vierzigtausendundzehn-Fluss“) ist mit 196 km der längste Fluss auf der japanischen Insel Shikoku und gilt zugleich als schönster Fluss Japans. Bis 1994 hieß der Fluss amtlich Watarigawa (渡川), was historisch der Name des Unterlaufs war, wurde dann aber auf das üblichere Shimanto geändert.
Der Shimanto entspringt in der Präfektur Kōchi am Berg Irazu und mündet in der Tosa-Bucht bei der Gemeinde Shimanto in den Pazifik. Im Gegensatz zu anderen japanischen Flüssen ist er naturbelassen und fließt völlig frei ins Meer, ohne von künstlichen Staubecken unterbrochen zu werden. Da er durch dünn besiedeltes und industriell nicht entwickeltes Gebiet fließt, ist er sehr sauber und wird in Japan auch der „letzte klare Strom Japans“ (日本最後の清流, Nihon saigo no seiryū) genannt.
War früher die Fischerei (Aal) und Flussalgenernte bedeutender, spielt der Fluss heute für Freizeitaktivitäten wie zum Beispiel Kajakfahren eine größere Rolle.
Der Asteroid des mittleren Hauptgürtels (3182) Shimanto ist nach dem Fluss benannt.